# Achiel Coppenolle
Achiel Alidor Joseph Coppenolle (Torhout, 15 oktober 1885 - Lichtervelde, 12 maart 1954) was een Belgische marktzanger, die samen met zijn dochters van stad tot stad trok om overwegend zelfgeschreven liederen over ingrijpende gebeurtenissen naar het publiek toe te brengen.

## Biografie
Coppenolle is in 1912 als marktzanger actief geweest. Daarvan getuigt een vliegend blad, waarop een lied staat over Odiel Defraeye, overwinnaar in de Ronde van Frankrijk in 1912. Zijn dochters Martha, Betty en Marianne vergezelden hun vader vaak op zijn tochten naar de markten, zodat zij dan ook als voornaamste zegslieden fungeerden. Dat hij reeds in 1912 actief zou geweest zijn, waren zij echter niet zeker, want de oudste dochter Martha was toen slechts twee jaar oud. Martha vertelde dat hij definitief zou gestart zijn in 1920, toen er in Roesbrugge een moord was gebeurd en Achiel daarover een lied dichtte. Hij woonde toen in Poperinge, na een verblijf in Normandië tijdens de Eerste Wereldoorlog. Op aanraden van zijn eerste vrouw Urbanie Beauprez uit Merkem, maakte hij over dat feit een lied, omdat hij als spoorwegarbeider niet genoeg kon verdienen. Hij stopte zijn carrière in 1947. 